# 八王子十八人代官
八王子十八人代官（はちおうじじゅうはちにんだいかん）とは、江戸幕府にかけて徳川氏の領国であった関東地方の領国支配を担当した4名の代官頭の内、武蔵国横山(八王子)の代官頭に属した代官の職制。

## 概要
1590年(天正18年)の徳川家康の関東移封に際して、関東代官頭に三河譜代の伊奈忠次、今川氏旧臣の長谷川長綱・彦坂元正、武田氏旧臣の大久保長安の4名が命じられた。
この内、大久保長安は武蔵国横山（東京都八王子市）に陣屋を構え、八王子十八人代官を置いた。
1704年(元禄17)年に八王子宿の代官駐在制度廃止。陣屋撤去。

## 八王子十八人代官
設楽氏・・・興福寺（八王子）の山門に設楽氏屋敷門が残る。

## その他
後に江戸へ移動した為、関東十八代官とも呼称された。